# Auguste Forel

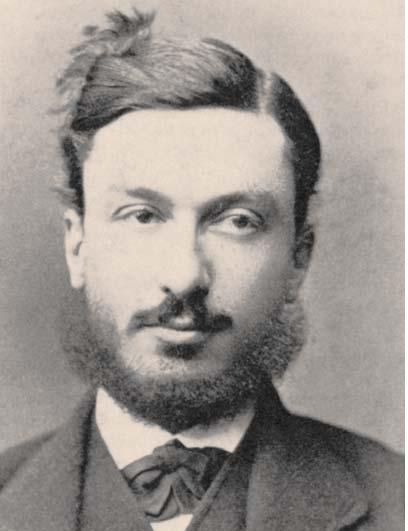
Auguste Forel w latach studenckich

Auguste Henri Forel (ur. 1 września 1848 w LaGracieuse koło Morges, zm. 27 lipca 1931 w Yvorne) – szwajcarski neurolog, psychiatra, neuroanatom i entomolog-myrmekolog.

## Życiorys
Auguste Henri Forel urodził się 1 września 1848 roku w posiadłości LaGracieuse koło Morges jako syn geometry Victora Forela i Pauline z domu Morin. Ojciec był kalwinem, a matka hugenotką. Jego krewnym był François-Alphonse Forel (1841–1912).
W dzieciństwie był nieśmiały i nietowarzyski. W 1862, gdy miał czternaście lat, posłano go do Collège Cantonal w Lozannie; ukończył je w 1866. Następnie studiował medycynę na Uniwersytecie w Zurychu od 1867 roku. Jednym z jego nauczycieli był neuroanatom i psychiatra Bernhard Aloys von Gudden. W 1871 jako wolontariusz służył jako medyk w wojnie francusko-pruskiej. W tym samym roku ukończył studia medyczne i wyjechał do Wiednia, badać anatomię wzgórza pod kierunkiem Theodora Meynerta. W Lozannie w 1872 roku zdał egzaminy końcowe, ale nie uzyskał miejsca w zakładzie psychiatrycznym w kantonie z którego pochodził. W 1873 roku wyjechał do Niemiec, gdzie został asystentem Guddena w monachijskim Kreis-Irrenanstalt. W 1877 roku został privatdozentem w Monachium.
W 1878 roku wyruszył na wyprawę entomologiczną do Kolumbii, ale dotarł jedynie do Saint Thomas – wyprawa została przerwana z powodu śmierci jego przyjaciela, Eduarda Steinheila.
W latach 1879–1906 był profesorem psychiatrii na Uniwersytecie w Zurychu i dyrektorem kliniki psychiatrycznej, Burghölzli. Uczniami Forela byli m.in. Eugen Bleuler, Adolf Meyer, Hans Wolfgang Maier, Heinrich Johannes Bertschinger, Hans von Hattinberg, Wladislaus Onufrowicz, Pericles Vejas, Bronislaw Onuf-Onufrowicz.
W 1882 roku ożenił się z córką zmarłego przyjaciela, Emmą Steinheil (1865–1946).
W roku 1889 założył w Zurychu Asile d’Ellikon, instytucję zajmującą się leczeniem alkoholizmu. Klinika od 1984 nosi jego imię (Forel-Klinik).
W 1898 roku przeszedł na emeryturę, po czym osiadł w Chigny i później w Yvorne. Jego następcą na stanowisku dyrektora kliniki Burghölzli został jego uczeń Bleuler. Wciąż jednak był aktywny naukowo: w 1896 przedsięwziął wyprawę myrmekologiczną do Kolumbii, w 1899 propagował abstynencję od alkoholu w Kanadzie, następnie dał gościnny wykład z okazji dziesięciolecia Clark University at Worcester, Massachusetts, w 1902 uczestniczył w kongresie poświęconym psychologii sądowej w Rosji.
W maju 1911 roku przebył udar mózgu, który spowodował prawostronną hemiplegię. Nauczył się wtedy pisać lewą ręką i kontynuował działalność naukową.
Razem z berlińskim lekarzem Jonasem Grossmanem założył „Zeitschrift für Hypnotismus”, od 1902 roku wydawany razem z Cecile i Oskarem Vogtem jako „Journal für Psychologie und Neurologie”. Był też współwydawcą „Internationale Monatsschrift zur Bekämpfung der Trinksitten”. Należał do Szwajcarskiego Towarzystwa Entomologicznego. W 1909 założył Internationalen Verein für medizinische Psychologie und Psychotherapie.
W 1918 roku obchodzono jubileusz jego 70. urodzin. Od 1920 roku był wyznawcą bahaizmu. Podczas I wojny światowej głosił poglądy pacyfistyczne, później także socjalistyczne. Popierał ruch eugeniczny.
Zmarł w swoim domu La Fourmilière w Yvorne 27 lipca 1931 roku, w wieku 83 lat. Pozostawił autobiografię. Wspomnienia o nim napisali Otto Veraguth, Julius Donath, Heinrich Kutter.
Wiosną 1910 roku portret Forela namalował Oskar Kokoschka. Szwajcarska poczta wydała w 1971 roku znaczek honorujący Forela, w serii poświęconej słynnym lekarzom (Stanley Gibbons 820, Scott 536).

## Dorobek naukowy

### Entomologia
Zainteresowanie myrmekologią Forel rozwinął w wieku 11 lat, pod wpływem książki Pierre’a Hubera. W wieku 12 lat zaczął badać zachowania społeczne mrówek Solenopsis fugax. W 1869 roku opublikował na ten temat swoją pierwszą entomologiczną pracę, nagrodzoną nagrodą Schläfliego (Schläfli-Preis). W 1874 roku wydał klasyczną monografię poświęconą szwajcarskim mrówkom; Les fourmis de la Suisse; spotkała się ona z zainteresowaniem samego Charlesa Darwina. Jako profesor neurologii połączył oba zainteresowania, badając neuroanatomię i neurofizjologię mrówek. W 1902 roku ukazała się jego praca na temat chemoreceptorów mrówczych czułków. Badał systematykę i filogenezę mrówek; opisał 3500 gatunków tych owadów. Zbierając mrówki odbył podróże do obu Ameryk, Afryki i do Bułgarii.
Między 1921 a 1923 ukazało się pięć tomów jego dzieła poświęconego życiu społecznemu mrówek, Le monde social des fourmis du globe comparé à celui de l’homme.

### Neurologia
Dysertacja doktorska Forela dotyczyła neuroanatomii wzgórza wzrokowego. Jako pierwszy opisał struktury niskowzgórza, znane dziś jako pola Forela czy warstwa niepewna. W swoich pracach neuroanatomicznych posługiwał się ulepszonym mikrotomem Guddena i jego metodą ekstyrpacji (Exstirpationsmethode). Forel prowadził badania nad fizjologią ośrodkowego układu nerwowego, a także nad hipnotyzmem i jego zastosowaniem w psychologii i medycynie. Uważany jest za współtwórcę teorii neuronalnej, razem z Wilhelmem Hisem i Fridtjofem Nansenem. Wprowadził do medycyny termin neuropsychiatrii.
Jako jeden z pierwszych opracował naukowo zagadnienia życia płciowego.

## Prace

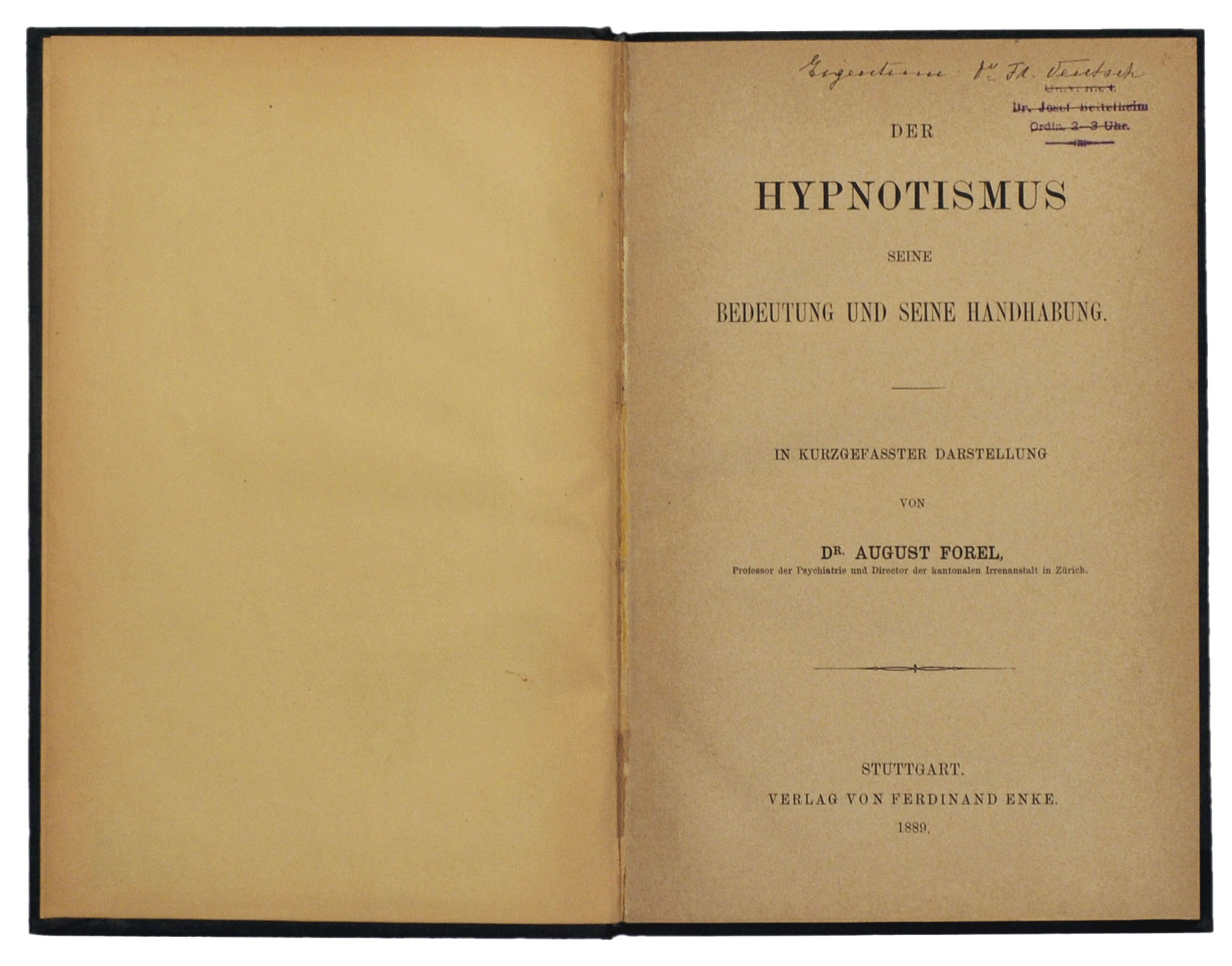
Strona tytułowa pierwszego wydania Hypnotismus z 1889 roku

### Myrmekologia
- Les Fourmis de la Suisse, Systématique, notices anatomiques et physiologiques, architecture, distribution géographique, nouvelles expériences et observations de moeurs. Bale, Genève, Lyon, H. Georg. (1874).
- Ants and some other insects; an inquiry into the psychic powers of these animals, with an appendix on the peculiarities of their olfactory sense (1904).
- Ameisen aus Sumatra, Java, Malacca und Ceylon. Gesammelt V.Prof. Dr. V. Buttel Reepen in den Jahren, 1911-1912. Zool. Jahrd. Jena Abt. F. Syst. 36: 1-148. (1913).
- Fourmis de Rhodesia, etc. recoltees par M. Arnold, le Dr. H. Brauns et K. Fikendey. Annales de la Societe Entomologique de Belgique. 57: 108-147 (1913).
- Fourmis d’Ethiopie. Recoltees par M. le baron Maurice de Rothschild en 1905. Revista de Entomologia 26, 129-144 (1907) PDF
- Le monde social des fourmis du globe comparé à celui de l’homme. Genewa, Kundig, 1921–1923, 5 volumes (1921-1923).

### Neurologia
- Beispiele phylogenetischer Wirkungen und Rückwirkungen bei den Instinkten und dem Körperbau der Ameisen als Belege für die Evolutionslehre und die psychophysiologische Identitätslehre. Journal für Psychologie und Neurologie 1, 99-110 (1902) PDF
- Zagadnienia seksualne: w świetle nauk przyrodniczych, psychologii, hygieny i socyologii, wydanie polskie: Lwów, 1920. Tom 1 (djvu), tom 2 (djvu)
- Hypnotism; or, Suggestion and psychotherapy; a study of the psychological, psycho-physiological and therapeutic aspects of hypnotism (1906)